# Астрид Шведска
Астрид Шведска (на шведски: Astrid av Sverige; на френски: Astrid de Suède) е шведска принцеса от династията Бернадот и кралица на белгийците през 1934 – 1935 година.

## Биография
Тя е родена на 17 ноември 1905 година в Стокхолм като трета дъщеря на принц Карл Шведски и принцеса Ингеборг Датска.
През 1926 година се жени за белгийския престолонаследник Леополд, който през 1934 година става крал на белгийците. Двамата имат три деца.
Астрид Шведска загива при автомобилна катастрофа на 29 август 1935 година в Кюснахт.

## Деца
- Жозефин-Шарлот (1927 – 2005), велика херцогиня на Люксембург
- Бодуен (1930 – 1993)
- Албер (* 1934).